# Unplugged (album d'Alicia Keys)
Pour les articles homonymes, voir Unplugged.
Albums de Alicia Keys
The Diary of Alicia Keys
(2003) As I Am
(2007)
Singles
Unplugged est un album live d'Alicia Keys sorti en 2005. Le concert a été enregistré le 4 juillet 2005 au Brooklyn Academy of Music à New York dans le cadre de l'émission MTV Unplugged. À cette époque, MTV n'avait pas enregistré de concert acoustique depuis 3 ans.
L'album se classe 1er au Billboard 200 et se vend à 196 000 copies aux États-Unis et 245 000 copies dans le monde dès la première semaine. C'est le meilleur début dans les ventes d'un album MTV Unplugged depuis le MTV Unplugged in New York de Nirvana sorti en 1994. Par ailleurs, Alicia Keys est la première artiste féminine à vendre aussi bien son album MTV Unplugged.
L'album recevra 4 nominations aux Grammy Awards 2006.
Le 1er single "Unbreakable", sorti le 13 septembre 2005, se classe 34e au Billboard Hot 100 et 4e au Hot R&B/Hip-Hop Songs. Le second, "Every Little Bit Hurts", sort en janvier 2006.

## Track listing

### CD
1. "Intro Alicia's Prayer" (Acappella) (traditional) – 1:11
2. "Karma" (Kerry Brothers, Jr., Taneisha Smith, Alicia Keys) – 2:10
3. "Heartburn" (Keys, Tim Mosley, Walter Millsap III, Candice Nelson, Erika Rose) – 3:03
4. "A Woman's Worth" (Live) (Keys, Rose, Ernest Isley, Christopher Jasper, Ronald Isley, Rudolph Isley], Marvin Isley, O'Kelly Isley, Jr.) – 3:30
  - Contient un sample de "Footsteps in the Dark" des Isley Brothers' (Ernest Isley, Christopher Jasper, Ronald Isley, Rudolph Isley, Marvin Isley, O'Kelly Isley, Jr.)
5. "Unbreakable" (Keys, Kanye West, Harold Lilly, Garry Glenn) – 4:34
  - Contient un sample de "Intimate Friends" d'Eddie Kendricks (Garry Glenn)
6. "How Come You Don't Call Me" (Prince) – 5:23
7. "If I Was Your Woman" (Gloria Jones, Clarence McMurray, Pam Sawyer) – 4:04
8. "If I Ain't Got You" (Keys) – 4:06
9. "Every Little Bit Hurts" (Ed Cobb) – 4:01
10. "Streets of New York (City Life)" (Keys, Smith, Eric Barrier, Nasir Jones, Chris Martin, William Griffin) – 7:35
  - Contient un sample de "N.Y. State of Mind" de Nas (Eric Barrier, Nasir Jones, Chris Martin, William Griffin)
11. "Wild Horses" (featuring Adam Levine) (Mick Jagger, Keith Richards) – 6:04
12. "Diary" (Keys, Brothers) – 5:53
13. "You Don't Know My Name" (Keys, West, Lilly, J. R. Bailey, Mel Kent, Ken Williams) – 3:35
  - Contient un sample de "Let Me Prove My Love to You" de The Main Ingredient (J. R. Bailey, Mel Kent, Ken Williams)
14. "Stolen Moments" (Keys, Brothers, L. Green, Wah-Wah Watson) – 5:14
15. "Fallin'" (Keys) – 5:10
16. "Love It or Leave It Alone" (featuring Mos Def & Common)/"Welcome to Jamrock" (featuring Damian Marley, Mos Def, Common & friends) ("Love It or Leave It Alone" : Lorenzo DeChalus, Derek Murphy, Charles Davis, Kirk Khaleel, Joseph Williams / "Welcome to Jamrock" : Damian Marley, Stephen Marley, Ini Kamoze) – 6:46
  - "Love It or Leave It Alone" contient un sample de "Love Me or Leave Me Alone" de Brand Nubian (Lorenzo DeChalus, Derek Murphy, Charles Davis) et de "Latoya" de Just-Ice (Kirk Khaleel, Joseph Williams)

### Bonus DVD
Sorti le 11 octobre 2005
1. "Goodbye"
2. "Butterflyz"

### DVD
1. "Intro Alicia's Prayer" (Acappella)
2. "Karma"
3. "Heartburn"
4. "A Woman's Worth" (Live)
5. "Unbreakable"
6. "How Come You Don't Call Me"
7. "If I Was Your Woman"
8. "Goodbye/Butterflyz/If I Ain't Got You"
9. "Every Little Bit Hurts"
10. "Streets of New York (City Life)"
11. "Wild Horses" (featuring Adam Levine)
12. "Diary"
13. "You Don't Know My Name"
14. "Stolen Moments"
15. "Fallin'"
16. "Love It or Leave It Alone" (featuring Mos Def & Common)/"Welcome to Jamrock" (featuring Damian Marley, Mos Def, Common & friends)

## Classements
L'album se classe directement 1er au Billboard 200 avec 196 000 ventes dès la première semaine aux États-Unis et reste classé pendant 22 semaines dans les charts américains, jusqu'à une 186e position en 2006.
| Classement (2005)              | Meilleure position |
| ------------------------------ | ------------------ |
| Australie ARIA Charts          | 33                 |
| Autriche                       | 22                 |
| Belgique Ultratop 50 (Nl)      | 14                 |
| Belgique Ultratop 50 (Fr)      | 12                 |
| Canadian Albums Chart          | 8                  |
| Pays-Bas MegaCharts            | 2                  |
| Europe Top 100                 | 17                 |
| Finlande                       | 35                 |
| France SNEP                    | 20                 |
| Allemagne Media Control Charts | 25                 |
| Irlande                        | 49                 |

| Classement (2005)                | Meilleure position |
| -------------------------------- | ------------------ |
| Italie                           | 21                 |
| Japon Oricon                     | 20                 |
| Nouvelle-ZélandeRIANZ            | 28                 |
| Pologne                          | 26                 |
| Portugal                         | 16                 |
| Swiss Music Charts               | 7                  |
| UK Albums Chart                  | 52                 |
| Billboard 200                    | 1                  |
| Billboard Top R&B/Hip-Hop Albums | 1                  |
| Billboard Top Internet Albums    | 1                  |

| Année | Classement                       | Place |
| ----- | -------------------------------- | ----- |
| 2005  | Billboard 200                    | 163   |
| 2005  | Billboard Top R&B/Hip-Hop Albums | 57    |

| Pays                                   | Certifié par | Certification | Vente   |
| -------------------------------------- | ------------ | ------------- | ------- |
| Canada                                 | CRIA         | Or            | 50 000  |
| Pays-Bas                               | NVPI         | Or            | 30 000  |
| États-Unis                             | RIAA         | Platine       | 937 000 |
| États-Unis (classement "DVD musicaux") | RIAA         | Or            | 50 000  |